# 한상수자수박물관
한상수자수박물관(韓尙洙刺繡博物館)은 국내외 자수 관련 자료와 국가무형문화재 제80호 자수장(刺繡匠) 초대 기능보유자 고 한상수(韓尙洙) 선생의 작품 및 기록, 유품을 박물관학의 체계적인 관리에 따라 보존 연구하고 전시하는 박물관이며, 부설기관으로 한국수림원자수연구소, 도서출판 한국수림원, 고대섬유복식과기연이 있다.

## 개요
한상수자수박물관은 한상수 선생(1932-2016)의 작품과 관련 자료를 보존하고 전시, 해석, 연구하며 전통자수의 올바른 계승과 동시대성의 창의적 교육 및 개발 연구로 지속가능한 발전을 추구하고 미래세대에게 한국의 자수문화유산을 널리 알리고자 설립했다. 본관은 2005년도 서울시 북촌한옥마을의 소규모박물관으로 개관하고 서울시 등록 제20호 사립박물관이자 경력인정기관으로 활동하다 2013년 경운동으로 이전과 폐관을 거쳐 2019년 11월 조선시대 누에농사의 풍년제를 빌었던 선잠단의 유적이 남아있는 역사적인 성북동에서 재개관하였다.

## 전시물
- 18세기 출토 단령, 흉배와 조선시대 궁중 자수 흉배 및 소품 등의 의장 자수와 일상생활 관련 복식, 보자기 민속 자료 및 해외 자료.

- 1950년대 이후 한상수 선생의 주요 작품-국전,동아공예대전,전승공예대전 수상작과 활옷,병풍, 액자, 방장, 수불 장엄구 등

- 대관 전시품 및 교육 활동 발표물, 국내외 작가 작품, 수증품 등

## 프로그램
- 한상수자수문화유산아카데미- 한국자수공예의 올바른 공예 기술과 표현법 및 자수에 관련된 섬유공예 전반의 학술연구와 국제교류를 도모하여 동시대성의 창의적 자수발전을 지향한다.
- 고품격의 동호인 취미와 교육 과정
- 외국인 대상 일일 체험
- 초등학생 대상 자수 동아리

## 자수장 한상수
수림繡林 한상수韓尙洙 선생은 20세기 중반 한국자수변천사의 격동기 속에서 현대와 전통을 아우르는 작품 활동을 펼치는 한편 고대 한국자수를 복원하는데 일생을 헌신하였다. 제주에서 여학교를 다닐 무렵 최초의 여자 판사가 되고 싶었던 그는 학교 가사시간에 목단 꽃을 수놓은 과제가 1등으로 뽑히면서 자수 인생을 시작하게 됐다. 피난 시 부산에서 스승이신 조정호 이화여대 자수과 교수를 사사하고 서울에 상경해 서울문리사범대 대학시절인 1952년 국전 2회 공예부문에서 입선을 계기로 당시 유행하던 일본식 수법(繡法)과 서양자수 대신 '한국 전통자수는 무엇인가'라는 의문을 갖게 됐다. 1963년 종로 3가에 개설한 한국수공예학원(71년 수림원繡林苑자수연구소 개칭, 견지동 소재)에서부터 박물관과 개인들의 소장품을 찾아다니며 수많은 자료를 모았다. 결국 1973년에 ‘수림원전시관’으로 개칭하고 본격적으로 전시와 전수교육을 병행하기 시작한 그는 연구 성과를 모아 자수 관련 책자를 출간했다. 74년 조선 전통자수 연구서인 『이조자수(공저)』와 83년 불교자수품 연구서인 『수불(繡佛)』의 발간이라는 결실을 낳았다. 전시관은 1988년부터 중요무형문화재 공예작품을 전문적으로 전시하기 시작하면서 ‘인간문화재공예관’으로 개칭하고 전통문화사업을 확장하기에 이르렀다.
뿐만 아니라 전통자수 작품의 복원에 노력해 삼국시대의 천수국수장, 고려시대 유물인 내소사 불경덮개와 조선시대 지장암 수불 등을 되살렸다.또한 국내외 자수 교류를 위해 대만 중국 등에서 여러 차례 ‘자수교류전’을 열고, 자수학술세미나를 진행했다. 이후 일본 미국 독일 프랑스 등 전통자수 전시회와 공개 시연 등을 열어 국내외로 자수를 홍보했다. 이렇게 국내외에서 문화교류가 이뤄지도록 꾸준히 왕래하고 자수를 알린 결과 2005년 9월 ‘한상수자수박물관’으로 발돋움 했다.근 60여년 간 자수예술의 심미정신과 전통기술의 복원, 전수교육, 후진양성, 산학간의 협동, 전통공예의 시장화, 국제교류를 통해 전통기예와 장인정신을 계승하고 현대의 작가적 창작활동에 많은 성과를 이루었다.
특히 1400여 년의 시간을 초월하여 단절되었던 삼국시대의 능문라(菱紋羅)직조를 장녀인 김영란 박사가 원형 복원하고 이 천에서 상고대 자수기법으로 수놓은 천수국수장이 대표적이다. 2007년 완성된 이 작품은 한상수 자수장이 20여 년에 걸친 연구와 작업 끝에 완성한 작품이다. 그동안 수림원자수연구소에서 배출한 제자는 약 1000 여 명에 이르며, 10년 이상 경력의 연구원들은 현재까지 국가무형문화재 제80호 자수장 기능 전수자, 이수자, 전수교육조교로 활발히 활동하고 있다.
정2급 학예사 겸 관장인 김영란 박사는 미술사와 고대방직사를 전공했으며, 현재 국제박물관협의회의 ICOM ICOFOM ASPAC 이사, 인천시문화재위원으로 13여 차례 국내외 기획전, 부설 고대섬유복식과기연을 통해 전문 박물관의 운영을 도우고 있다.

## 이용 정보
- 개관 시간 - 월요일 ~ 일요일 오전 10시 ~ 오후 6시,
- 관람료: 무료
- 외국인 대상 체험 15,000원-30,000원
- 문의 02 744 1545 / 02 552 5445 / 02 555 1545
- 이메일 thssem@ daum.net
- 주소 ㅣ서울시 성북구 성북로 16길 4-10 (우)02836
- 오시는 길 ㅣ 지하철 4호선 한성대입구역 6번 출구 도보 700미터 혹은 환승 02,03,1111,2112 하차 세정거장 홍대부고 골목 왼쪽 10미터 한옥

## 같이 보기
- 숙명여자대학교 정영양자수박물관
- 북촌미술관
- 북촌 한옥마을
- 대한민국의 박물관과 미술관 목록